# Andrakammarvalet i Sverige 1908
Andrakammarvalet 1908 i Sverige hölls i september 1908. 

## Valkampanj
Valet har kallats "amaltheavalet" på grund av det dåd i Malmö som kom att bli en utgångspunkt för högerns ideologiska offensiv mot socialismen. Socialdemokraterna å sin sida kritiserade högern för klassegoism och fåtalsväldet. Även liberalerna kritiserade högerns bakåtsträvanden men var mildare i tonen. Valet kom i högre utsträckning än tidigare att handla om vänster och höger. Arvid Lindman och flera andra ministrar bröt också praxis genom att offentligt agitera mot liberalernas rösträttsförslag. Tidigare hade det ansetts att regeringen skulle stå utanför kampanjandet i valrörelserna och inte göra några tydliga ställningstaganden. Trots det var högern av principiella skäl mot kampanjandet, eftersom det ansågs blidka det "parlamentariska experimentet".
Inför valet kom Socialdemokraterna och Liberala samlingspartiet ut med vardera valprogram. Högerns riksorganisation - Allmänna Valmansförbundet - och de två högerpartierna i andra kammaren - Lantmannapartiet och Nationella framstegspartiet - kom vardera ut med ett eget valprogram. Valet präglades av valsamverkan hos vänstern där Liberala samlingspartiet och socialdemokraterna gick fram tillsammans. Högern gick fram under fältropet  Front mot socialismen där statsminister Arvid Lindman och ett par av statsråden var huvudtalare. På vänstersidan var Karl Staaff och Hjalmar Branting huvudtalare.

## Valsystem
I valet var Sverige uppdelat på 197 valkretsar, varav 150 var på landsbygden och valde en ledamot var. 149 av dessa höll omedelbara val genom att väljarna röstade direkt på en kandidat. I en valkrets, Mellersta Värends domsagas valkrets, hölls ett medelbart val. Väljarna valde elektorer som sedan röstade på olika kandidater. Stadsvalkretsarna var 47 stycken och valde totalt 80 ledamöter. Stadsvalkretsarna valde en ledamot var med undantag för Stockholm (med 21 mandat), Göteborg (med 9 mandat), Malmö (med 4 mandat), Norrköping (med 2 mandat) och Gävle (med 2 mandat). Stockholm var dessutom uppdelat på fem valkretsar.

## Valresultat

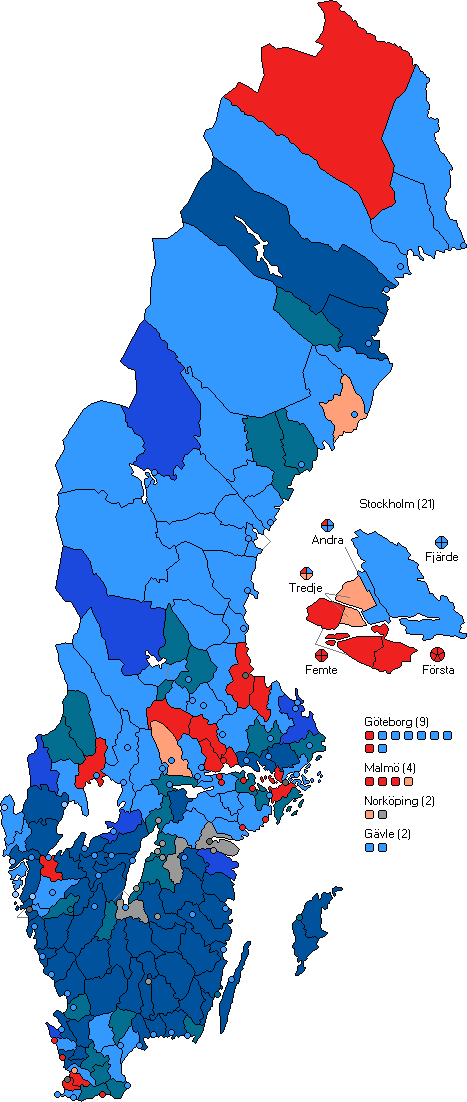
Valresultat per valkrets.

Valets stora vinnare blev Socialdemokraterna som mer än fördubblades. De konservativa och liberala backade, även om förändringen var större för de förstnämnda. Valresultatet har här redovisats efter parti och efter ideologi. Båda tabellerna bör iakttas med försiktighet eftersom partibildningarna under den här tiden var relativt diffusa och de ideologiska tillhörigheterna kunde vara något flytande.

### Partivis
|                 |                             |                  |        |        |        |
| Parti           | Parti                       | Röster           | Röster | Mandat | Mandat |
| Parti           | Parti                       | Antal            | %      | Antal  | +/−    |
|                 | Liberala samlingspartiet    | 77 078           | 25,1   | 96     | -11    |
|                 | Lantmannapartiet            | 37 512           | 12,2   | 52     | -5     |
|                 | Socialdemokraterna          | 36 307           | 11,8   | 34     | +21    |
|                 | Nationella framstegspartiet | 17 256           | 5,6    | 27     | -12    |
|                 | Vänstervildar               | 7 530            | 2,5    | 7      | +5     |
|                 | Högervildar                 | 5 991            | 2,0    | 7      | +6     |
|                 | Liberal vilde               | 510              | 0,2    | 1      | +1     |
|                 | Partilösa                   | 5 737            | 1,9    | 6      | −5     |
|                 | Övriga                      | 118 694          | 38,7   | 0      | −      |
| Totalt          | Totalt                      | 306 615          | 100,0  | 230    | −      |
| Ogiltiga röster | Ogiltiga röster             | 1 862            |        |        |        |
| Valdeltagande   | Valdeltagande               | 308 477 (61,3 %) |        |        |        |

Av folkmängden den 31 december 1907, 5 377 713, var 503 128 (9,4%) valberättigade.
Valdeltagandet var 308 412 eller 61,3%.
Om siffrorna ska anpassas till det slutgiltiga Kalix-valet så blir valdeltagandet 308 477 av 502 932 valberättigade (61,3%). Valdeltagandet var det dittills högsta.

### Ideologisk tillhörighet
| Ideologi         | Röster (%) | Mandat | +/- |
| ---------------- | ---------- | ------ | --- |
| Liberaler        | 46,8       | 105    | -4  |
| Konservativa     | 38,5       | 91     | -17 |
| Socialdemokrater | 14,6       | 34     | +21 |
| Totalt           | ca 100     | 230    | +-0 |

Källa: 
- Riksdagen genom tiderna,  Almqvist & Wiksell international (mandaten)
- The Swedish electorate 1887-1968, Almqvist & Wiksell (röstfördelningen)

### Valresultat länsvis
Förklaring:
- Lib s - Liberala samlingspartiet
- Lmp - Lantmannapartiet
- S - Socialdemokraterna
- NF - Nationella framstegspartiet
- VV - Vänstervilde
- HV - Högervilde
- Lib V - Liberal vilde
- Ob - Oberoende, partilös

| Län                    | Mandat | VDT (%) | Lib S | LMP | S  | NF | VV | HV | Lib V | OB |
| ---------------------- | ------ | ------- | ----- | --- | -- | -- | -- | -- | ----- | -- |
| Stockholm (stad)       | 21     | 71,3    | 8     |     | 11 |    | 2  |    |       |    |
| Stockholm (län)        | 9      | 55,1    | 3     | 1   | 2  | 2  |    | 1  |       |    |
| Uppsala                | 5      | 66,3    | 2     | 1   | 1  | 1  |    |    |       |    |
| Södermanland           | 8      | 72,8    | 5     |     | 2  | 1  |    |    |       |    |
| Östergötland           | 11     | 74,8    | 2     | 2   |    | 2  | 1  | 1  |       | 3  |
| Jönköping              | 8      | 60,7    | 1     | 5   |    | 1  |    |    |       | 1  |
| Kronoberg              | 5      | 47,9    |       | 5   |    |    |    |    |       |    |
| Kalmar                 | 11     | 46,3    | 2     | 8   |    | 1  |    |    |       |    |
| Gotland                | 3      | 16,8    |       | 2   |    | 1  |    |    |       |    |
| Blekinge               | 6      | 58,1    | 2     | 3   |    | 1  |    |    |       |    |
| Kristianstad           | 8      | 61,6    | 4     | 2   |    | 2  |    |    |       |    |
| Malmöhus               | 19     | 72,9    | 3     | 2   | 8  | 3  | 2  | 1  |       |    |
| Halland                | 7      | 48,8    | 2     | 4   |    | 1  |    |    |       |    |
| Göteborgs och Bohuslän | 17     | 64,0    | 12    | 3   | 2  |    |    |    |       |    |
| Älvsborg               | 10     | 51,7    | 2     | 5   | 1  | 2  |    |    |       |    |
| Skaraborg              | 9      | 47,3    | 2     | 6   |    |    |    | 1  |       |    |
| Värmland               | 9      | 61,5    | 5     |     | 1  | 2  |    | 1  |       |    |
| Örebro                 | 7      | 69,4    | 3     | 1   |    | 2  | 1  |    |       |    |
| Västmanland            | 6      | 74,2    | 3     |     | 3  |    |    |    |       |    |
| Kopparberg             | 9      | 51,4    | 5     |     | 1  | 2  |    | 1  |       |    |
| Gävleborg              | 9      | 64,1    | 8     |     | 1  |    |    |    |       |    |
| Västernorrland         | 10     | 60,0    | 8     |     |    | 2  |    |    |       |    |
| Jämtland               | 4      | 55,4    | 3     |     |    |    |    | 1  |       |    |
| Västerbotten           | 6      | 53,7    | 3     | 1   |    | 1  | 1  |    |       |    |
| Norrbotten             | 6      | 51,2    | 4     | 1   | 1  |    |    |    |       |    |
| Övriga                 | 7      | 68,2    | 4     |     |    |    |    |    | 1     | 2  |
| Totalt                 | 230    | 61,3    | 96    | 52  | 34 | 27 | 7  | 7  | 1     | 6  |

## Kompletta valresultat
Förkortningar:
| • Lib s • Lmp • S • Nfr • vv • hv • Lib v • lib. • kons. |  | - Liberala samlingspartiet - Lantmannapartiet - Socialdemokraterna eller ej vald socialist - Nationella framstegspartiet - Vänstervilde eller annan vänsterkandidat - Invald högervilde - Invald liberal vilde - Liberal eller frisinnad kandidat - Konservativ eller högersinnad kandidat |

Det ska anmärkas att de politiska etiketterna hade en tendens att överlappa varandra och således kan flera etiketter vara lämpliga för en viss kandidat.

### Stockholms stad
| Valkrets          | Innan valet      | Innan valet                 | Datum        | Utfall                                            | Valresultat |
| Valkrets          | Riksdagsledamot  | Parti                       | Datum        | Utfall                                            | Valresultat |
| ----------------- | ---------------- | --------------------------- | ------------ | ------------------------------------------------- | --- |
| Första valkretsen | Curt Wallis      | Vänstervilde                | 25 september | Socialdemokraterna vann mandatet                  | Ernst Söderberg (S) 67,8% Sven Persson (S) 67,8% Hjalmar Rissén (S) 63,4% Charles Lindley (S) 63,3% Johannes Hasselquist (S) 63,3% Wilhelm Lagerholm (lib.) 36,9% Erik Forssberg (lib.) 36,8% A.G. Nilsson (lib.) 36,7% Åke Munthe (kons.) 32,8% |
| Första valkretsen | Martin Nyström   | Liberala samlingspartiet    | 25 september | Socialdemokraterna vann mandatet                  | Ernst Söderberg (S) 67,8% Sven Persson (S) 67,8% Hjalmar Rissén (S) 63,4% Charles Lindley (S) 63,3% Johannes Hasselquist (S) 63,3% Wilhelm Lagerholm (lib.) 36,9% Erik Forssberg (lib.) 36,8% A.G. Nilsson (lib.) 36,7% Åke Munthe (kons.) 32,8% |
| Första valkretsen | Fridtjuv Berg    | Liberala samlingspartiet    | 25 september | Socialdemokraterna vann mandatet                  | Ernst Söderberg (S) 67,8% Sven Persson (S) 67,8% Hjalmar Rissén (S) 63,4% Charles Lindley (S) 63,3% Johannes Hasselquist (S) 63,3% Wilhelm Lagerholm (lib.) 36,9% Erik Forssberg (lib.) 36,8% A.G. Nilsson (lib.) 36,7% Åke Munthe (kons.) 32,8% |
| Första valkretsen | Karl Hildebrand  | Nationella framstegspartiet | 25 september | Socialdemokraterna vann mandatet                  | Ernst Söderberg (S) 67,8% Sven Persson (S) 67,8% Hjalmar Rissén (S) 63,4% Charles Lindley (S) 63,3% Johannes Hasselquist (S) 63,3% Wilhelm Lagerholm (lib.) 36,9% Erik Forssberg (lib.) 36,8% A.G. Nilsson (lib.) 36,7% Åke Munthe (kons.) 32,8% |
| Första valkretsen | Nytt mandat      | Nytt mandat                 | 25 september | Socialdemokraterna vann mandatet                  | Ernst Söderberg (S) 67,8% Sven Persson (S) 67,8% Hjalmar Rissén (S) 63,4% Charles Lindley (S) 63,3% Johannes Hasselquist (S) 63,3% Wilhelm Lagerholm (lib.) 36,9% Erik Forssberg (lib.) 36,8% A.G. Nilsson (lib.) 36,7% Åke Munthe (kons.) 32,8% |
| Andra valkretsen  | Karl Warburg     | Liberala samlingspartiet    | 25 september | Annan från Liberala samlingspartiet vann mandatet | Karl Staaff (Lib s) 71,6% Sven Palme (Lib s) 71,1% Knut Kjellberg (Lib s) 70,4% Carl Lindhagen (S) 70,3% Anders Emil Magnusson (kons.) 29,3% Carl Boberg (kons.) 29,2% Vilhelm Broman (kons.) 28,7% Gustaf Welin (kons.) 28,7%                   |
| Andra valkretsen  | Carl Lindhagen   | Vänstervilde                | 25 september | Ledamoten omvaldes som socialdemokrat             | Karl Staaff (Lib s) 71,6% Sven Palme (Lib s) 71,1% Knut Kjellberg (Lib s) 70,4% Carl Lindhagen (S) 70,3% Anders Emil Magnusson (kons.) 29,3% Carl Boberg (kons.) 29,2% Vilhelm Broman (kons.) 28,7% Gustaf Welin (kons.) 28,7%                   |
| Andra valkretsen  | Knut Kjellberg   | Liberala samlingspartiet    | 25 september | Ledamoten omvaldes                                | Karl Staaff (Lib s) 71,6% Sven Palme (Lib s) 71,1% Knut Kjellberg (Lib s) 70,4% Carl Lindhagen (S) 70,3% Anders Emil Magnusson (kons.) 29,3% Carl Boberg (kons.) 29,2% Vilhelm Broman (kons.) 28,7% Gustaf Welin (kons.) 28,7%                   |
| Andra valkretsen  | Sven Palme       | Liberala samlingspartiet    | 25 september | Ledamoten omvaldes                                | Karl Staaff (Lib s) 71,6% Sven Palme (Lib s) 71,1% Knut Kjellberg (Lib s) 70,4% Carl Lindhagen (S) 70,3% Anders Emil Magnusson (kons.) 29,3% Carl Boberg (kons.) 29,2% Vilhelm Broman (kons.) 28,7% Gustaf Welin (kons.) 28,7%                   |
| Tredje valkretsen | Karl Staaff      | Liberala samlingspartiet    | 25 september | Vänstervilde vann mandatet                        | Jakob Byström (Lib s) 75,1% Edvard Wavrinsky (vv) 74,8% Ernst Blomberg (S) 72,7% Curt Wallis (vv) 54,5% Emil Hammarlund (Lib s) 47,0% Gabriel Stockman (kons.) 26,4% Emil Hallberg (kons.) 25,4% Henrik Enell (kons.) 24,7%                      |
| Tredje valkretsen | Emil Hammarlund  | Liberala samlingspartiet    | 25 september | Socialdemokraterna vann mandatet                  | Jakob Byström (Lib s) 75,1% Edvard Wavrinsky (vv) 74,8% Ernst Blomberg (S) 72,7% Curt Wallis (vv) 54,5% Emil Hammarlund (Lib s) 47,0% Gabriel Stockman (kons.) 26,4% Emil Hallberg (kons.) 25,4% Henrik Enell (kons.) 24,7%                      |
| Tredje valkretsen | Jakob Byström    | Liberala samlingspartiet    | 25 september | Ledamoten omvaldes                                | Jakob Byström (Lib s) 75,1% Edvard Wavrinsky (vv) 74,8% Ernst Blomberg (S) 72,7% Curt Wallis (vv) 54,5% Emil Hammarlund (Lib s) 47,0% Gabriel Stockman (kons.) 26,4% Emil Hallberg (kons.) 25,4% Henrik Enell (kons.) 24,7%                      |
| Tredje valkretsen | Edvard Wavrinsky | Vänstervilde                | 25 september | Ledamoten omvaldes                                | Jakob Byström (Lib s) 75,1% Edvard Wavrinsky (vv) 74,8% Ernst Blomberg (S) 72,7% Curt Wallis (vv) 54,5% Emil Hammarlund (Lib s) 47,0% Gabriel Stockman (kons.) 26,4% Emil Hallberg (kons.) 25,4% Henrik Enell (kons.) 24,7%                      |
| Tredje valkretsen | Ernst Blomberg   | Socialdemokraterna          | 25 september | Avskaffat mandat                                  | Avskaffat mandat |
| Fjärde valkretsen | Victor Moll      | Liberala samlingspartiet    | 25 september | Annan från Liberala samlingspartiet vann mandatet | Fridtjuv Berg (Lib s) 56,2% Thorvald Fürst (Lib s) 56,1% Erik Palmstierna (Lib s) 55,7% Gustaf Kobb (Lib s) 54,8% Karl Hildebrand (Nfr) 44,5% John Swartling (kons.) 44,3% Gustaf Kjerrulf (kons.) 44,2% Rickard Bengtsson (kons.) 44,0%         |
| Fjärde valkretsen | Charles Lindley  | Socialdemokraterna          | 25 september | Liberala samlingspartiet vann mandatet            | Fridtjuv Berg (Lib s) 56,2% Thorvald Fürst (Lib s) 56,1% Erik Palmstierna (Lib s) 55,7% Gustaf Kobb (Lib s) 54,8% Karl Hildebrand (Nfr) 44,5% John Swartling (kons.) 44,3% Gustaf Kjerrulf (kons.) 44,2% Rickard Bengtsson (kons.) 44,0%         |
| Fjärde valkretsen | Erik Martin      | Liberala samlingspartiet    | 25 september | Annan från Liberala samlingspartiet vann mandatet | Fridtjuv Berg (Lib s) 56,2% Thorvald Fürst (Lib s) 56,1% Erik Palmstierna (Lib s) 55,7% Gustaf Kobb (Lib s) 54,8% Karl Hildebrand (Nfr) 44,5% John Swartling (kons.) 44,3% Gustaf Kjerrulf (kons.) 44,2% Rickard Bengtsson (kons.) 44,0%         |
| Fjärde valkretsen | Erik Lovén       | Liberala samlingspartiet    | 25 september | Annan från Liberala samlingspartiet vann mandatet | Fridtjuv Berg (Lib s) 56,2% Thorvald Fürst (Lib s) 56,1% Erik Palmstierna (Lib s) 55,7% Gustaf Kobb (Lib s) 54,8% Karl Hildebrand (Nfr) 44,5% John Swartling (kons.) 44,3% Gustaf Kjerrulf (kons.) 44,2% Rickard Bengtsson (kons.) 44,0%         |
| Fjärde valkretsen | Thorvald Fürst   | Liberala samlingspartiet    | 25 september | Avskaffat mandat                                  | Avskaffat mandat |
| Femte valkretsen  | Magnus Höjer     | Liberala samlingspartiet    | 25 september | Socialdemokraterna vann mandatet                  | Hjalmar Branting (S) 72,8% Herman Lindqvist (S) 72,7% Knut Tengdahl (S) 72,7% John Johansson (S) 72,5% Fritiof Schreuder (kons.) 27,5% Hjalmar Olsson (kons.) 27,4% Adrian Molin (kons.) 27,4%                                                   |
| Femte valkretsen  | Knut Tengdahl    | Socialdemokraterna          | 25 september | Ledamoten omvaldes                                | Hjalmar Branting (S) 72,8% Herman Lindqvist (S) 72,7% Knut Tengdahl (S) 72,7% John Johansson (S) 72,5% Fritiof Schreuder (kons.) 27,5% Hjalmar Olsson (kons.) 27,4% Adrian Molin (kons.) 27,4%                                                   |
| Femte valkretsen  | Hjalmar Branting | Socialdemokraterna          | 25 september | Ledamoten omvaldes                                | Hjalmar Branting (S) 72,8% Herman Lindqvist (S) 72,7% Knut Tengdahl (S) 72,7% John Johansson (S) 72,5% Fritiof Schreuder (kons.) 27,5% Hjalmar Olsson (kons.) 27,4% Adrian Molin (kons.) 27,4%                                                   |
| Femte valkretsen  | Herman Lindqvist | Socialdemokraterna          | 25 september | Ledamoten omvaldes                                | Hjalmar Branting (S) 72,8% Herman Lindqvist (S) 72,7% Knut Tengdahl (S) 72,7% John Johansson (S) 72,5% Fritiof Schreuder (kons.) 27,5% Hjalmar Olsson (kons.) 27,4% Adrian Molin (kons.) 27,4%                                                   |

### Stockholms län
| Valkrets                                                      | Innan valet     | Innan valet                 | Datum        | Utfall                                    | Valresultat                                                                             |
| Valkrets                                                      | Riksdagsledamot | Parti                       | Datum        | Utfall                                    | Valresultat                                                                             |
| ------------------------------------------------------------- | --------------- | --------------------------- | ------------ | ----------------------------------------- | --------------------------------------------------------------------------------------- |
| Norra Roslags domsaga                                         | Carl Sandquist  | Högervilde                  | 6 september  | Ledamoten omvaldes                        | Carl Sandquist (hv) 54,7% Karl Blomgren (lib.) 25,4% Erik Eurén (kons.) 19,9%           |
| Mellersta Roslags domsaga                                     | Erik Åkerlund   | Nationella framstegspartiet | 6 september  | Ledamoten omvaldes                        | Erik Åkerlund (Nfr) 77,1% Johan Jansson (lib.) 22,4%                                    |
| Färentuna och Sollentuna härad                                | Ny valkrets     | Ny valkrets                 | 6 september  | Socialdemokraterna vann mandatet          | Johan Åberg (S) 67,3% Pehr Bergstedt (kons.) 32,7%                                      |
| Danderyds, Åkers och Värmdö Skeppslag                         | Ny valkrets     | Ny valkrets                 | 6 september  | Liberala samlingspartiet vann mandatet    | Ernst Beckman (Lib s) 62,2% Oscar Holtermann (kons.) 37,8%                              |
| Stockholms läns västra domsaga                                | Wilhelm Lundin  | Lantmannapartiet            | 6 september  | Ledamoten omvaldes                        | Wilhelm Lundin (Lmp) 83,9% Albin Julius Berglund (lib.) 15,9%                           |
| Svartlösa härad                                               | Ny valkrets     | Ny valkrets                 | 6 september  | Socialdemokraterna vann mandatet          | Johan Wallin (S) 57,7% Edvard Wavrinsky (vv) 42,3%                                      |
| Sotholm och Öknebo härad                                      | Ny valkrets     | Ny valkrets                 | 6 september  | Nationella framstegspartiet vann mandatet | Hans von Horn (Nfr) 57,8% Lars Erik Andersson (lib.) 42,2%                              |
| Södertälje stad                                               | Ny valkrets     | Ny valkrets                 | 6 september  | Liberala samlingspartiet vann mandatet    | Jakob Pettersson (Lib s) 55,9% Adolf Molin (S) 42,7% Carl Oskar Gottfriedz (kons.) 1,4% |
| Vaxholms, Norrtälje, Östhammars, Öregrunds och Sigtuna städer | Ny valkrets     | Ny valkrets                 | 19 september | Liberala samlingspartiet vann mandatet    | Rikard Hagberg (Lib s) 60,4% Rolf Balkenhausen (kons.) 39,4%                            |

### Uppsala län
| Valkrets                       | Innan valet     | Innan valet                 | Datum        | Utfall                                 | Valresultat                                                       |
| Valkrets                       | Riksdagsledamot | Parti                       | Datum        | Utfall                                 | Valresultat                                                       |
| ------------------------------ | --------------- | --------------------------- | ------------ | -------------------------------------- | ----------------------------------------------------------------- |
| Norunda och Olands härad       | Ny valkrets     | Ny valkrets                 | 13 september | Valet upphävdes och fick tas om.       | Johan Erik Cervin (Lib s) 52,5% Johan Erik Eriksson (kons.) 47,5% |
| Norunda och Olands härad       | Ny valkrets     | Ny valkrets                 | 20 december  | Liberala samlingspartiet vann mandatet | Johan Erik Cervin (Lib s) 55,3% Johan Erik Eriksson (kons.) 44,3% |
| Örbyhus härad                  | Ny valkrets     | Ny valkrets                 | 13 september | Socialdemokraterna vann mandatet       | Karl August Borg (S) 53,1% Karl Anton Antonsson (lib.) 46,9%      |
| Uppsala läns mellersta domsaga | Alfred Berg     | Nationella framstegspartiet | 6 september  | Ledamoten omvaldes                     | Alfred Berg (Nfr) 99,7% Närmaste kandidat 0,3%                    |
| Uppsala läns södra domsaga     | Lars Mallmin    | Lantmannapartiet            | 6 september  | Ledamoten omvaldes                     | Lars Mallmin (Lmp) 67,0% Hugo Tamm (kons.) 33,0%                  |
| Uppsala stad                   | Harald Hjärne   | Nationella framstegspartiet | 25 september | Liberala samlingspartiet vann mandatet | Nils Edén (Lib s) 55,3% Johan von Bahr (kons.) 44,7%              |

### Södermanlands län
| Valkrets                                                     | Innan valet         | Innan valet                 | Datum        | Utfall                                 | Valresultat                                                                                             |
| Valkrets                                                     | Riksdagsledamot     | Parti                       | Datum        | Utfall                                 | Valresultat                                                                                             |
| ------------------------------------------------------------ | ------------------- | --------------------------- | ------------ | -------------------------------------- | --- |
| Jönåkers härad                                               | Malcolm Juhlin      | Liberala samlingspartiet    | 6 september  | Ledamoten omvaldes                     | Malcolm Juhlin (Lib s) 62,1% Gustaf Sederholm (kons.) 37,9%                                             |
| Rönö, Hölebo och Daga härad                                  | Ernst Lindblad      | Lantmannapartiet            | 6 september  | Liberala samlingspartiet vann mandatet | Carl Gripenstedt (Lib s) 52,4% Ernst Lindblad (Lmp) 47,4%                                               |
| Oppunda härad                                                | Carl Carlson Bonde  | Liberala samlingspartiet    | 6 september  | Ledamoten omvaldes                     | Carl Carlson Bonde (Lib s) 68,4% Axel Ludvig Sundberg (kons.) 31,5%                                     |
| Villåttinge härad                                            | Oscar Forssling     | Liberala samlingspartiet    | 6 september  | Ledamoten omvaldes                     | Oscar Forssling (Lib s) 65,6% Karl Gustaf Hedström (kons.) 34,4%                                        |
| Väster- och Österrekarne härad                               | Wilhelm Johansson   | Liberala samlingspartiet    | 13 september | Annan liberal vann mandatet            | Gustaf Gustafsson (Lib s) 63,7% Elof Fredrik von Celsing (kons.) 36,3%                                  |
| Åkers och Selebo härad                                       | Knut Almqvist       | Nationella framstegspartiet | 13 september | Ledamoten omvaldes                     | Knut Almqvist (Nfr) 62,2% Per Gottfrid Larsson (lib.) 37,6%                                             |
| Nyköpings, Torshälla, Strängnäs, Mariefreds och Trosa städer | Johan Widén         | Vänstervilde                | 25 september | Socialdemokraterna vann mandatet       | Carl Svensson (S) 40,7% Gustaf Österberg (lib.) 35,0% Gunnar Fant (kons.) 24,2%                         |
| Eskilstuna stad                                              | Evald Krispin Kropp | Socialdemokraterna          | 24 september | Ledamoten omvaldes                     | Evald Krispin Kropp (S) 61,8% Carl Gustaf Ekman (lib.) 26,8% Carl August von Friesendorff (kons.) 11,4% |

### Östergötlands län
| Valkrets                                                   | Innan valet          | Innan valet                 | Datum        | Utfall                                 | Valresultat |
| Valkrets                                                   | Riksdagsledamot      | Parti                       | Datum        | Utfall                                 | Valresultat |
| ---------------------------------------------------------- | -------------------- | --------------------------- | ------------ | -------------------------------------- | --- |
| Kinda och Ydre domsaga                                     | Carl Johansson       | Lantmannapartiet            | 5 september  | Ledamoten omvaldes                     | Carl Johansson (Lmp) 73,4% Krister Andersén (lib.) 26,3%                                                         |
| Björkekinds, Östkinds, Lösings, Bråbo och Memmings domsaga | Wilhelm Andersson    | Partilös                    | 13 september | Ledamoten omvaldes                     | Wilhelm Andersson (kons.) 60,3% Carl Johan Johansson (lib.) 39,6%                                                |
| Lysings och Göstrings domsaga                              | David Pettersson     | Nationella framstegspartiet | 6 september  | Ledamoten omvaldes                     | David Pettersson (Nfr) 72,1% Anders Knutsson (lib.) 27,1%                                                        |
| Åkerbo, Bankekinds och Hanekinds domsaga                   | Theodor Adelswärd    | Vänstervilde                | 21 september | Lantmannapartiet vann mandatet         | Israel Lagerfelt (Lmp) 56,8% Theodor Adelswärd (vv) 43,2%                                                        |
| Vifolka, Valkebo och Gullbergs domsaga                     | Carl Gustafsson      | Partilös                    | 6 september  | Ledamoten omvaldes                     | Carl Gustafsson (kons.) 61,0% Emil Fredriksson (lib.) 39,0%                                                      |
| Finspånga läns domsaga                                     | Axel Ekman           | Liberala samlingspartiet    | 6 september  | Ledamoten omvaldes                     | Axel Ekman (Lib s) 57,5% Adolf Burén (kons.) 42,4%                                                               |
| Aska, Dals och Bobergs domsaga                             | Joseph Hermelin      | Nationella framstegspartiet | 6 september  | Ledamoten omvaldes                     | Joseph Hermelin (Nfr) 54,0% Fredrik Johansson (lib.) 46,0%                                                       |
| Hammarkinds och Skärkinds domsaga                          | August Henricson     | Liberala samlingspartiet    | 6 september  | Högervilde vann mandatet               | Edvard Andersson (hv) 52,8% August Henricson (Lib s) 47,0%                                                       |
| Linköping stad                                             | Karl Beckman         | Nationella framstegspartiet | 25 september | Liberala samlingspartiet vann mandatet | Olof Hellström (Lib s) 51,8% Karl Beckman (Nfr) 48,1%                                                            |
| Norrköping stad                                            | Theodor Zetterstrand | Liberala samlingspartiet    | 25 september | Ledamoten omvaldes som vänstervilde    | Theodor Zetterstrand (vv) 57,8% Axel Swartling (kons.) 53,0% Johan Bergman (vv) 47,1% Alfred Bergström (S) 42,1% |
| Norrköping stad                                            | Axel Swartling       | Partilös                    | 25 september | Ledamoten omvaldes                     | Theodor Zetterstrand (vv) 57,8% Axel Swartling (kons.) 53,0% Johan Bergman (vv) 47,1% Alfred Bergström (S) 42,1% |

### Jönköpings län
| Valkrets                      | Innan valet            | Innan valet                 | Datum        | Utfall                                    | Valresultat |
| Valkrets                      | Riksdagsledamot        | Parti                       | Datum        | Utfall                                    | Valresultat |
| ----------------------------- | ---------------------- | --------------------------- | ------------ | ----------------------------------------- | --- |
| Västra härads domsaga         | Johan Sjöberg          | Lantmannapartiet            | 6 september  | Annan från Lantmannapartiet vann mandatet | Carl Sjöberg (Lmp) 47,2% Axel Reinhold Rosenqvist (kons.) 28,3% Algot Norbeck (kons.) 16,8% Axel Ågren (lib.) 6,2% |
| Östra härads domsaga          | Carl August Danielsson | Lantmannapartiet            | 13 september | Ledamoten omvaldes                        | Carl August Danielsson (Lmp) 55,5% Johan Magnus Almqvist (kons.) 27,3% Johan August Carlsson (lib.) 14,3%          |
| Östbo härad                   | Wilhelm Bengtsson      | Lantmannapartiet            | 6 september  | Ledamoten omvaldes                        | Wilhelm Bengtsson (Lmp) 85,7% Axel Sterner (lib.) 13,9%                                                            |
| Västbo härad                  | Gustaf Hazén           | Lantmannapartiet            | 6 september  | Ledamoten omvaldes                        | Gustaf Hazén (Lmp) 69,1% Salomon Malkolm Petersson (lib.) 30,5%                                                    |
| Tveta härad                   | Erik Räf               | Partilös                    | 6 september  | Ledamoten omvaldes                        | Erik Räf (kons.) 58,1% Alfred Dalin (lib.) 41,8%                                                                   |
| Vista och Mo härad            | Carl Johansson         | Nationella framstegspartiet | 6 september  | Ledamoten omvaldes                        | Carl Johansson (Nfr) 93,3% Närmaste kandidat 2,0%                                                                  |
| Norra och Södra Vedbo domsaga | Johan August Jonsson   | Lantmannapartiet            | 13 september | Ledamoten omvaldes                        | Johan August Jonsson (Lmp) 84,8% Sigurd Pira (vv) 10,6% Ernfrid Gelotte (lib.) 3,3%                                |
| Jönköpings stad               | Robert Johansson-Dahr  | Liberala samlingspartiet    | 29 september | Ledamoten omvaldes                        | Robert Johansson-Dahr (Lib s) 57,1% John Gustaf Sandwall (kons.) 42,8%                                             |

### Kronobergs län
| Valkrets                  | Innan valet         | Innan valet      | Datum       | Utfall                                    | Valresultat                                                         |
| Valkrets                  | Riksdagsledamot     | Parti            | Datum       | Utfall                                    | Valresultat                                                         |
| ------------------------- | ------------------- | ---------------- | ----------- | ----------------------------------------- | ------------------------------------------------------------------- |
| Konga härad               | August Sjö          | Lantmannapartiet | 1 september | Ledamoten omvaldes                        | August Sjö (Lmp) 80,1% Johan Sandberg (lib.) 19,3%                  |
| Uppvidinge härad          | Jonas Eriksson      | Lantmannapartiet | 1 september | Annan från Lantmannapartiet vann mandatet | Johan Gustaf Svensson (Lmp) 55,7% Jonas Eriksson (Lmp.) 44,2%       |
| Mellersta Värends domsaga | Carl Petersson      | Lantmannapartiet | 5 september | Ledamoten omvaldes                        | Carl Petersson (Lmp) 91,4% Martin Svensson (kons.) 8,6%             |
| Västra Värends domsaga    | Peter Magnus Olsson | Lantmannapartiet | 6 september | Ledamoten omvaldes                        | Peter Magnus Olsson (Lmp) 84,3% Peter Magnus Hjertsson (lib.) 15,0% |
| Sunnerbo domsaga          | Ny valkrets         | Ny valkrets      | 6 september | Lantmannapartiet vann mandatet            | Otto Magnusson (Lmp) 78,7% J.V. Lilliegren i Ljungby (lib.) 20,9%   |

### Kalmar län
| Valkrets                                   | Innan valet           | Innan valet                 | Datum        | Utfall                                    | Valresultat |
| Valkrets                                   | Riksdagsledamot       | Parti                       | Datum        | Utfall                                    | Valresultat |
| ------------------------------------------ | --------------------- | --------------------------- | ------------ | ----------------------------------------- | --- |
| Norra Tjusts härad                         | Sven Magnus Petersson | Lantmannapartiet            | 13 september | Annan från Lantmannapartiet vann mandatet | Sigurd Carlsson (Lmp) 55,6% Sven Magnus Petersson (Lmp) 44,4%                                                            |
| Södra Tjusts härad                         | Otto Redelius         | Lantmannapartiet            | 13 september | Annan från Lantmannapartiet vann mandatet | Edvard Fleetwood (Lmp) 59,6% Hjalmar Nilsson (Lib.) 40,3%                                                                |
| Aspeland och Handbörds domsaga             | Peter Risberg         | Lantmannapartiet            | 13 september | Annan från Lantmannapartiet vann mandatet | Erik Anderson (Lmp) 78,1% Fabian Svensson (kons.) 10,8% Nils Elmberg (S) 10,7%                                           |
| Sevede och Tunaläns domsaga                | Hugo Hammarskjöld     | Partilös                    | 6 september  | Lantmannapartiet vann mandatet            | Charodotes Meurling (Lmp) 53,5% Per Johan Nilsson (kons.) 24,7% Karl August Koch (kons.) 21,5%                           |
| Norra Möre och Stranda domsaga             | Per Olof Lundell      | Lantmannapartiet            | 6 september  | Ledamoten omvaldes                        | Per Olof Lundell (Lmp) 87,4% Albin Olsson (lib.) 12,0%                                                                   |
| Södra Möre domsagas västra valkrets        | Carl Carlsson         | Lantmannapartiet            | 13 september | Annan från Lantmannapartiet vann mandatet | Wilhelm Andersson (Lmp) 47,8% Sven August Redin (kons.) 26,0% Sture Ljungdahl (kons.) 15,7% Arvid Petersson (lib.) 10,4% |
| Södra Möre domsagas östra valkrets         | Alfred Petersson      | Nationella framstegspartiet | 13 september | Lantmannapartiet vann mandatet            | Klas Malmborg (Lmp) 56,1% Ernst Jeansson (kons.) 35,9% Verner Medin (kons.) 7,8%                                         |
| Ölands domsaga                             | Adolf Johansson       | Lantmannapartiet            | 6 september  | Ledamoten omvaldes                        | Adolf Johansson (Lmp) 59,0% Pehr August Andersson (kons.) 22,6%                                                          |
| Kalmar stad                                | John Jeansson         | Nationella framstegspartiet | 11 september | Ledamoten omvaldes                        | John Jeansson (Nfr) 95,2% H.A. Johansson 1,1%                                                                            |
| Oskarshamns, Vimmerby och Borgholms städer | Bertrand Lindgren     | Liberala samlingspartiet    | 9 september  | Ledamoten omvaldes                        | Bertrand Lindgren (Lib s) 47,3% Karl Oskar Trybom (vv) 46,6% Jacob Gustaf Odencrantz (kons.) 6,0%                        |
| Västerviks stad                            | Ny valkrets           | Ny valkrets                 | 6 september  | Liberala samlingspartiet vann mandatet    | Axel Rune (Lib s) 97,7% Närmaste kandidat 0,6%                                                                           |

### Gotlands län
| Valkrets               | Innan valet                       | Innan valet                 | Datum        | Utfall             | Valresultat                                                                                   |
| Valkrets               | Riksdagsledamot                   | Parti                       | Datum        | Utfall             | Valresultat                                                                                   |
| ---------------------- | --------------------------------- | --------------------------- | ------------ | ------------------ | --------------------------------------------------------------------------------------------- |
| Gotlands södra domsaga | Emanuel Svallingson               | Lantmannapartiet            | 5 september  | Ledamoten omvaldes | Emanuel Svallingson (Lmp) 76,0% Lars Teodor Jakobsson (kons.) 12,7% Arvid Laurin (kons.) 9,9% |
| Gotlands norra domsaga | Karl Larsson                      | Lantmannapartiet            | 5 september  | Ledamoten omvaldes | Karl Larsson (Lmp) 75,6% Närmaste kandidat 21,8%                                              |
| Visby stad             | Knut Henning Gezelius von Schéele | Nationella framstegspartiet | 12 september | Ledamoten omvaldes | Knut Henning Gezelius von Schéele (Nfr) 97,3% Närmaste kandidat 2,0%                          |

### Blekinge län
| Valkrets                                   | Innan valet         | Innan valet                 | Datum        | Utfall                                    | Valresultat                                                 |
| Valkrets                                   | Riksdagsledamot     | Parti                       | Datum        | Utfall                                    | Valresultat                                                 |
| ------------------------------------------ | ------------------- | --------------------------- | ------------ | ----------------------------------------- | ----------------------------------------------------------- |
| Listers domsaga                            | Nils Jönsson        | Lantmannapartiet            | 6 september  | Annan från Lantmannapartiet vann mandatet | John Jönsson (Lmp.) 56,3% Fredrik Rappe (lib.) 43,1%        |
| Bräkne domsaga                             | Pehr Pehrson        | Lantmannapartiet            | 6 september  | Annan från Lantmannapartiet vann mandatet | Bernt Santesson (Lmp) 76,9% Nils Elof Brorsson (lib.) 23,0% |
| Östra härads domsaga                       | August Larsson      | Nationella framstegspartiet | 6 september  | Ledamoten omvaldes                        | August Larsson (Nfr) 54,6% Alfred Olsson (kons.) 45,4%      |
| Medelstads domsaga                         | Axel Lindvall       | Lantmannapartiet            | 6 september  | Ledamoten omvaldes                        | Axel Lindvall (Lmp) 58,9% Sven Svensson (lib.) 40,7%        |
| Karlskrona stad                            | Gustaf Roos         | Högervilde                  | 26 september | Valet upphävdes och fick tas om.          | Ulrik Leander (Lib s) 54,1% Otto Holmdahl (kons.) 45,9%     |
| Karlskrona stad                            | Gustaf Roos         | Högervilde                  | 9 december   | Liberala samlingspartiet vann mandatet    | Ulrik Leander (Lib s) 54,2% Otto Holmdahl (kons.) 45,8%     |
| Karlshamns, Sölvesborgs och Ronneby städer | Frithiof Söderbergh | Liberala samlingspartiet    | 6 september  | Ledamoten omvaldes                        | Frithiof Söderbergh (Lib s) 75,3% Emil Olsson (kons.) 24,3% |

### Kristianstads län
| Valkrets                         | Innan valet     | Innan valet                 | Datum        | Utfall                                    | Valresultat                                                                      |
| Valkrets                         | Riksdagsledamot | Parti                       | Datum        | Utfall                                    | Valresultat                                                                      |
| -------------------------------- | --------------- | --------------------------- | ------------ | ----------------------------------------- | -------------------------------------------------------------------------------- |
| Ingelstad och Järrestads domsaga | Esbjörn Persson | Nationella framstegspartiet | 6 september  | Ledamoten omvaldes                        | Esbjörn Persson (Nfr) 61,8% Ludvig Persson (lib.) 38,0%                          |
| Villands härad                   | Nils Larsson    | Liberala samlingspartiet    | 6 september  | Ledamoten omvaldes                        | Nils Larsson (Lib s) 66,2% Per Olsson (kons.) 33,7%                              |
| Östra Göinge härad               | John Erlansson  | Nationella framstegspartiet | 6 september  | Ledamoten omvaldes                        | John Erlansson (Nfr) 52,3% Per Jonsson (lib.) 47,2%                              |
| Gärds och Albo domsaga           | Nils Svensson   | Nationella framstegspartiet | 6 september  | Liberala samlingspartiet vann mandatet    | Raoul Hamilton (Lib s) 75,5% Nils Svensson (Nfr) 24,2%                           |
| Västra Göinge domsaga            | Per Bosson      | Liberala samlingspartiet    | 12 september | Ledamoten omvaldes                        | Per Bosson (Lib s) 72,1% Oscar Nilsson (kons.) 27,5%                             |
| Norra Åsbo domsaga               | Per Nilsson     | Lantmannapartiet            | 12 september | Ledamoten omvaldes                        | Per Nilsson (Lmp) 57,9% Robert Karlsson (lib.) 31,4% Elof Andersson (lib.) 10,0% |
| Södra Åsbo och Bjäre domsaga     | Olof Persson    | Lantmannapartiet            | 6 september  | Annan från Lantmannapartiet vann mandatet | Nils Åkesson (Lmp) 64,6% Carl Zetterholm (lib.) 34,9%                            |
| Kristianstads stad               | Bror Petrén     | Vänstervilde                | 5 september  | Ledamoten omvaldes som liberal            | Bror Petrén (Lib s) 62,5% John Forssander (S) 37,4%                              |

### Malmöhus län
| Valkrets                                   | Innan valet         | Innan valet                 | Datum        | Utfall                                    | Valresultat |
| Valkrets                                   | Riksdagsledamot     | Parti                       | Datum        | Utfall                                    | Valresultat |
| ------------------------------------------ | ------------------- | --------------------------- | ------------ | ----------------------------------------- | --- |
| Oxie härad                                 | Edvard Lindberg     | Socialdemokraterna          | 29 september | Ledamoten omvaldes                        | Edvard Lindberg (S) 58,2% Jöns Pålsson Castner (kons.) 41,8% |
| Skytts härad                               | Nils Andersson      | Högervilde                  | 13 september | Liberala samlingspartiet vann mandatet    | Jöns Pålsson (Lib s) 50,9% Olof Tonning (kons.) 48,9% |
| Färs domsaga                               | Nils Nilsson        | Nationella framstegspartiet | 6 september  | Ledamoten omvaldes                        | Nils Nilsson (Nfr) 73,8% Otto Persson (lib.) 20,4% |
| Frosta domsaga                             | Nils Jönsson        | Nationella framstegspartiet | 18 september | Ledamoten omvaldes                        | Nils Jönsson (Nfr) 51,2% Carl Axel Trolle (vv) 48,6% |
| Harjagers och Rönnebergs härad             | Jöns Andersson      | Nationella framstegspartiet | 6 september  | Lantmannapartiet vann mandatet            | Jöns Jönsson (Lmp) 59,9% Ola Hultén (lib.) 40,0% |
| Onsjö härad                                | Jöns Jesperson      | Lantmannapartiet            | 15 september | Ledamoten omvaldes                        | Jöns Jesperson (Lmp) 59,3% Johan Jonasson (lib.) 40,5% |
| Luggude domsagas norra valkrets            | Otto Persson        | Nationella framstegspartiet | 6 september  | Vald ledamot avled och valet fick tas om. | Otto Persson (Nfr) 61,7% Olof Nilsson (S) 38,1% |
| Luggude domsagas norra valkrets            | Otto Persson        | Nationella framstegspartiet | 24 januari   | Högervilde vann mandatet                  | Olof Olsson (hv) 46,6% Olof Nilsson (S) 31,9% Rudolf Andersson (lib.) 21,5% |
| Luggude domsagas södra valkrets            | Gustaf Broomé       | Liberala samlingspartiet    | 21 september | Ledamoten omvaldes                        | Gustaf Broomé (Lib s) 66,8% Karl Knutsson (kons.) 33,1% |
| Torna härad                                | Jöns Åkesson        | Högervilde                  | 6 september  | Liberala samlingspartiet vann mandatet    | Johan Jönsson (Lib s) 48,7% Jöns Åkesson (kons.) 29,2% Nils Persson (kons.) 21,1% |
| Bara härad                                 | Pehr Pehrsson       | Lantmannapartiet            | 6 september  | Socialdemokraterna vann mandatet          | Sven Linders (S) 54,4% Nils Hansson (lib.) 45,6% |
| Vemmenhögs, Ljunits och Herrestads domsaga | Hans Andersson      | Nationella framstegspartiet | 14 september | Ledamoten omvaldes                        | Hans Andersson (Nfr) 49,7% Nils Larsson (vv) 36,5% Truls Mårtensson (lib.) 13,8% |
| Malmö stad                                 | Nils Persson        | Socialdemokraterna          | 12 september | Ledamoten omvaldes                        | Nils Persson (S) 59,9% Anders Thylander (vv) 59,9% Värner Rydén (S) 52,4% August Nilsson (S) 52,3% Sam. Stadener (lib.) 47,8% Harald Lemke (kons.) 47,5% Nils Winkler (kons.) 40,1% Olof Wahlgren (kons.) 39,9% |
| Malmö stad                                 | Anders Thylander    | Vänstervilde                | 12 september | Ledamoten omvaldes                        | Nils Persson (S) 59,9% Anders Thylander (vv) 59,9% Värner Rydén (S) 52,4% August Nilsson (S) 52,3% Sam. Stadener (lib.) 47,8% Harald Lemke (kons.) 47,5% Nils Winkler (kons.) 40,1% Olof Wahlgren (kons.) 39,9% |
| Malmö stad                                 | Värner Rydén        | Socialdemokraterna          | 12 september | Ledamoten omvaldes                        | Nils Persson (S) 59,9% Anders Thylander (vv) 59,9% Värner Rydén (S) 52,4% August Nilsson (S) 52,3% Sam. Stadener (lib.) 47,8% Harald Lemke (kons.) 47,5% Nils Winkler (kons.) 40,1% Olof Wahlgren (kons.) 39,9% |
| Malmö stad                                 | August Nilsson      | Socialdemokraterna          | 12 september | Ledamoten omvaldes                        | Nils Persson (S) 59,9% Anders Thylander (vv) 59,9% Värner Rydén (S) 52,4% August Nilsson (S) 52,3% Sam. Stadener (lib.) 47,8% Harald Lemke (kons.) 47,5% Nils Winkler (kons.) 40,1% Olof Wahlgren (kons.) 39,9% |
| Lunds stad                                 | Jacob Larsson       | Liberala samlingspartiet    | 26 september | Valet upphävdes och fick tas om.          | Jacob Larsson (Lib s) 59,4% Johan Thyrén (vv) 37,5% |
| Lunds stad                                 | Jacob Larsson       | Liberala samlingspartiet    | 21 november  | Vänstervilde vann mandatet                | Johan Thyrén (vv) 54,9% Hans Theodor Hansson (S) 45,0% |
| Landskrona stad                            | Fredrik Neess       | Nationella framstegspartiet | 19 september | Valet upphävdes och fick tas om.          | Ola Waldén (S) 61,0% Fredrik Neess (Nfr) 38,7% |
| Landskrona stad                            | Fredrik Neess       | Nationella framstegspartiet | 29 december  | Socialdemokraterna vann mandatet          | Ola Waldén (S) 57,0% August Munck af Rosenschöld (lib.) 42,9% |
| Helsingborgs stad                          | Adolf Christiernson | Socialdemokraterna          | 4 september  | Ledamoten omvaldes                        | Adolf Christiernson (S) 52,1% Malte Sommelius (kons.) 47,9% |
| Ystads stad                                | Fredrik Thorsson    | Socialdemokraterna          | 17 september | Ledamoten omvaldes                        | Fredrik Thorsson (S) 66,5% Robert De la Gardie (kons.) 33,4% |

### Hallands län
| Valkrets                                             | Innan valet                 | Innan valet                 | Datum        | Utfall                                    | Valresultat                                                                            |
| Valkrets                                             | Riksdagsledamot             | Parti                       | Datum        | Utfall                                    | Valresultat                                                                            |
| ---------------------------------------------------- | --------------------------- | --------------------------- | ------------ | ----------------------------------------- | -------------------------------------------------------------------------------------- |
| Höks härad                                           | August Ifvarsson            | Nationella framstegspartiet | 18 september | Ledamoten omvaldes                        | August Ifvarsson (Nfr) 52,5% Nils Johansson (kons.) 47,1%                              |
| Halmstads och Tönnersjö härad                        | Johannes Bengtsson          | Lantmannapartiet            | 18 september | Ledamoten omvaldes                        | Johannes Bengtsson (Lmp) 70,9% Oscar Andersson (lib.) 28,9%                            |
| Årstad och Faurås härad                              | Gustaf Hellman              | Lantmannapartiet            | 5 september  | Annan från Lantmannapartiet vann mandatet | Anders Henrikson (Lmp) 71,6% Anders Johansson (kons.) 28,1%                            |
| Himle härad                                          | Anders Olsson               | Lantmannapartiet            | 5 september  | Ledamoten omvaldes                        | Anders Olsson (Lmp) 58,9% Per Johan Persson (lib.) 24,0% Anders Eliasson (kons.) 16,8% |
| Hallands läns norra domsaga                          | Aron Christoffer Gunnarsson | Lantmannapartiet            | 6 september  | Ledamoten omvaldes                        | Aron Christoffer Gunnarsson (Lmp) 86,3% Johan Verner Bolinder (lib.) 13,5%             |
| Halmstads stad                                       | Axel Asker                  | Nationella framstegsaprtiet | 25 september | Liberala samlingspartiet vann mandatet    | Fredrik Elias Ahlfvengren (Lib s) 59,7% Anders Johansson (kons.) 40,1%                 |
| Laholms, Falkenbergs, Varbergs och Kungsbacka städer | Alfred Lundgren             | Liberala samlingspartiet    | 26 september | Ledamoten omvaldes                        | Alfred Lundgren (Lib s) 63,2% Rutger Åberg (kons.) 36,8%                               |

### Göteborgs och Bohuslän
| Valkrets                            | Innan valet     | Innan valet              | Datum        | Utfall                                    | Valresultat |
| Valkrets                            | Riksdagsledamot | Parti                    | Datum        | Utfall                                    | Valresultat |
| ----------------------------------- | --------------- | ------------------------ | ------------ | ----------------------------------------- | --- |
| Hisings och Askims domsaga          | Ny valkrets     | Ny valkrets              | 6 september  | Valet upphävdes och fick tas om.          | Herman Andersson (Lmp) 50,2% Johan Alfred Björklund (lib.) 49,8% |
| Hisings och Askims domsaga          | Ny valkrets     | Ny valkrets              | 22 november  | Lantmannapartiet vann mandatet            | Herman Andersson (Lmp) 55,6% Johan Alfred Björklund (lib.) 44,4% |
| Sävedals härad                      | Ny valkrets     | Ny valkrets              | 6 september  | Liberala samlingspartiet vann mandatet    | Jimmy Gibson (Lib s) 55,3% Herman Jonsson (kons.) 44,7% |
| Inlands domsaga                     | Johan Larsson   | Lantmannapartiet         | 6 september  | Annan från Lantmannapartiet vann mandatet | Cornelius Olsson (Lmp) 55,4% Johan Larsson (lib.) 43,3% |
| Oruts och Tjörns domsaga            | Carl Ödman      | Lantmannapartiet         | 6 september  | Liberala samlingspartiet vann mandatet    | Carl Olausson (Lib s) 57,4% Carl Ödman (Lmp) 42,3% |
| Norrvikens domsaga                  | Carl Lind       | Lantmannapartiet         | 6 september  | Liberala samlingspartiet vann mandatet    | Jacob Crafoord (Lib s) 61,8% Carl Lind (Lmp) 38,0% |
| Lane och Stångenäs härad            | Oscar Olsson    | Lantmannapartiet         | 6 september  | Ledamoten omvaldes                        | Oscar Olsson (Lmp) 74,0% Sven Olsson (lib.) 26,0% |
| Tunge, Sörbygdens och Sotenäs härad | Carl Wallentin  | Liberala samlingspartiet | 6 september  | Ledamoten omvaldes                        | Carl Wallentin (Lib s) 56,2% Fritz Östlund (kons.) 43,8% |
| Göteborgs stad                      | Johan Ekman     | Liberala samlingspartiet | 18 september | Ledamoten omvaldes                        | Johan Ekman (Lib s) 99,7% Karl Karlsson (Lib s) 58,1% Dan Broström (Lib s) 58,0 % Hjalmar Wijk (Lib s) 57,8% Johan Larsson (Lib s) 57,5% Oskar Berg (Lib s) 57,5% Erik Röing (Lib s) 57,3% Emil Kristensson (S) 54,2% Anders Lindblad (S) 54,0% Vilhelm Lundström (kons.) 44,2% Wilhelm R. Lundgren (kons.) 43,7% Karl Åkesson (kons.) 43,4% Erik Trana (kons.) 43,2% Anders Atterberg (kons.) 42,9% Peter Rydholm (kons.) 42,8% Albin Carlsson (kons.) 42,8% Gustaf Åhlund (kons.) 42,4% |
| Göteborgs stad                      | Karl Karlsson   | Liberala samlingspartiet | 18 september | Ledamoten omvaldes                        | Johan Ekman (Lib s) 99,7% Karl Karlsson (Lib s) 58,1% Dan Broström (Lib s) 58,0 % Hjalmar Wijk (Lib s) 57,8% Johan Larsson (Lib s) 57,5% Oskar Berg (Lib s) 57,5% Erik Röing (Lib s) 57,3% Emil Kristensson (S) 54,2% Anders Lindblad (S) 54,0% Vilhelm Lundström (kons.) 44,2% Wilhelm R. Lundgren (kons.) 43,7% Karl Åkesson (kons.) 43,4% Erik Trana (kons.) 43,2% Anders Atterberg (kons.) 42,9% Peter Rydholm (kons.) 42,8% Albin Carlsson (kons.) 42,8% Gustaf Åhlund (kons.) 42,4% |
| Göteborgs stad                      | Dan Broström    | Liberala samlingspartiet | 18 september | Ledamoten omvaldes                        | Johan Ekman (Lib s) 99,7% Karl Karlsson (Lib s) 58,1% Dan Broström (Lib s) 58,0 % Hjalmar Wijk (Lib s) 57,8% Johan Larsson (Lib s) 57,5% Oskar Berg (Lib s) 57,5% Erik Röing (Lib s) 57,3% Emil Kristensson (S) 54,2% Anders Lindblad (S) 54,0% Vilhelm Lundström (kons.) 44,2% Wilhelm R. Lundgren (kons.) 43,7% Karl Åkesson (kons.) 43,4% Erik Trana (kons.) 43,2% Anders Atterberg (kons.) 42,9% Peter Rydholm (kons.) 42,8% Albin Carlsson (kons.) 42,8% Gustaf Åhlund (kons.) 42,4% |
| Göteborgs stad                      | Hjalmar Wijk    | Liberala samlingspartiet | 18 september | Ledamoten omvaldes                        | Johan Ekman (Lib s) 99,7% Karl Karlsson (Lib s) 58,1% Dan Broström (Lib s) 58,0 % Hjalmar Wijk (Lib s) 57,8% Johan Larsson (Lib s) 57,5% Oskar Berg (Lib s) 57,5% Erik Röing (Lib s) 57,3% Emil Kristensson (S) 54,2% Anders Lindblad (S) 54,0% Vilhelm Lundström (kons.) 44,2% Wilhelm R. Lundgren (kons.) 43,7% Karl Åkesson (kons.) 43,4% Erik Trana (kons.) 43,2% Anders Atterberg (kons.) 42,9% Peter Rydholm (kons.) 42,8% Albin Carlsson (kons.) 42,8% Gustaf Åhlund (kons.) 42,4% |
| Göteborgs stad                      | Johan Larsson   | Liberala samlingspartiet | 18 september | Ledamoten omvaldes                        | Johan Ekman (Lib s) 99,7% Karl Karlsson (Lib s) 58,1% Dan Broström (Lib s) 58,0 % Hjalmar Wijk (Lib s) 57,8% Johan Larsson (Lib s) 57,5% Oskar Berg (Lib s) 57,5% Erik Röing (Lib s) 57,3% Emil Kristensson (S) 54,2% Anders Lindblad (S) 54,0% Vilhelm Lundström (kons.) 44,2% Wilhelm R. Lundgren (kons.) 43,7% Karl Åkesson (kons.) 43,4% Erik Trana (kons.) 43,2% Anders Atterberg (kons.) 42,9% Peter Rydholm (kons.) 42,8% Albin Carlsson (kons.) 42,8% Gustaf Åhlund (kons.) 42,4% |
| Göteborgs stad                      | Oskar Berg      | Liberala samlingspartiet | 18 september | Ledamoten omvaldes                        | Johan Ekman (Lib s) 99,7% Karl Karlsson (Lib s) 58,1% Dan Broström (Lib s) 58,0 % Hjalmar Wijk (Lib s) 57,8% Johan Larsson (Lib s) 57,5% Oskar Berg (Lib s) 57,5% Erik Röing (Lib s) 57,3% Emil Kristensson (S) 54,2% Anders Lindblad (S) 54,0% Vilhelm Lundström (kons.) 44,2% Wilhelm R. Lundgren (kons.) 43,7% Karl Åkesson (kons.) 43,4% Erik Trana (kons.) 43,2% Anders Atterberg (kons.) 42,9% Peter Rydholm (kons.) 42,8% Albin Carlsson (kons.) 42,8% Gustaf Åhlund (kons.) 42,4% |
| Göteborgs stad                      | Erik Röing      | Liberala samlingspartiet | 18 september | Ledamoten omvaldes                        | Johan Ekman (Lib s) 99,7% Karl Karlsson (Lib s) 58,1% Dan Broström (Lib s) 58,0 % Hjalmar Wijk (Lib s) 57,8% Johan Larsson (Lib s) 57,5% Oskar Berg (Lib s) 57,5% Erik Röing (Lib s) 57,3% Emil Kristensson (S) 54,2% Anders Lindblad (S) 54,0% Vilhelm Lundström (kons.) 44,2% Wilhelm R. Lundgren (kons.) 43,7% Karl Åkesson (kons.) 43,4% Erik Trana (kons.) 43,2% Anders Atterberg (kons.) 42,9% Peter Rydholm (kons.) 42,8% Albin Carlsson (kons.) 42,8% Gustaf Åhlund (kons.) 42,4% |
| Göteborgs stad                      | Rudolf Kjellén  | Partilös                 | 18 september | Socialdemokraterna vann mandatet          | Johan Ekman (Lib s) 99,7% Karl Karlsson (Lib s) 58,1% Dan Broström (Lib s) 58,0 % Hjalmar Wijk (Lib s) 57,8% Johan Larsson (Lib s) 57,5% Oskar Berg (Lib s) 57,5% Erik Röing (Lib s) 57,3% Emil Kristensson (S) 54,2% Anders Lindblad (S) 54,0% Vilhelm Lundström (kons.) 44,2% Wilhelm R. Lundgren (kons.) 43,7% Karl Åkesson (kons.) 43,4% Erik Trana (kons.) 43,2% Anders Atterberg (kons.) 42,9% Peter Rydholm (kons.) 42,8% Albin Carlsson (kons.) 42,8% Gustaf Åhlund (kons.) 42,4% |
| Göteborgs stad                      | Anders Lindblad | Socialdemokraterna       | 18 september | Ledamoten omvaldes                        | Johan Ekman (Lib s) 99,7% Karl Karlsson (Lib s) 58,1% Dan Broström (Lib s) 58,0 % Hjalmar Wijk (Lib s) 57,8% Johan Larsson (Lib s) 57,5% Oskar Berg (Lib s) 57,5% Erik Röing (Lib s) 57,3% Emil Kristensson (S) 54,2% Anders Lindblad (S) 54,0% Vilhelm Lundström (kons.) 44,2% Wilhelm R. Lundgren (kons.) 43,7% Karl Åkesson (kons.) 43,4% Erik Trana (kons.) 43,2% Anders Atterberg (kons.) 42,9% Peter Rydholm (kons.) 42,8% Albin Carlsson (kons.) 42,8% Gustaf Åhlund (kons.) 42,4% |
| Uddevalla stad                      | Ny valkrets     | Ny valkrets              | 6 september  | Liberala samlingspartiet vann mandatet    | Sixten Neiglick (Lib s) 72,6% Alban Thorburn (kons.) 27,2% |

### Älvsborgs län
| Valkrets                                     | Innan valet         | Innan valet                 | Datum        | Utfall                                 | Valresultat                                                    |
| Valkrets                                     | Riksdagsledamot     | Parti                       | Datum        | Utfall                                 | Valresultat                                                    |
| -------------------------------------------- | ------------------- | --------------------------- | ------------ | -------------------------------------- | -------------------------------------------------------------- |
| Marks härad                                  | Hjalmar Hallin      | Lantmannapartiet            | 6 september  | Ledamoten omvaldes                     | Hjalmar Hallin (Lmp) 67,5% Närmaste kandidat 30,6%             |
| Vedens och Bollebygds härad                  | Gustaf Odqvist      | Nationella framstegspartiet | 6 september  | Ledamoten omvaldes                     | Gustaf Odqvist (Nfr) 89,9% Levin Svensson (vv) 9,9%            |
| Flundre, Väne och Bjärke domsaga             | Otto Silfverschiöld | Lantmannapartiet            | 6 september  | Socialdemokraterna vann mandatet       | Gustaf Strömberg (S) 52,2% Otto Silfverschiöld (Lmp) 47,8%     |
| Kinds och Redvägs domsaga                    | Ny valkrets         | Ny valkrets                 | 6 september  | Lantmannapartiet vann mandatet         | Oskar Nylander (Lmp) 80,0% Fritz Johansson (lib.) 19,7%        |
| Vättle, Ale och Kullings domsaga             | Elof Nilsson        | Lantmannapartiet            | 5 september  | Liberala samlingspartiet vann mandatet | Herman Carlson (Lib s) 53,2% Svante Andreasson (kons.) 46,7%   |
| Ås och Gäsene domsaga                        | Otto Svensson       | Lantmannapartiet            | 10 september | Ledamoten omvaldes                     | Otto Svensson (Lmp) 65,9% Klas Johansson (lib.) 33,8%          |
| Nordals, Sundals och Valbo domsaga           | Bengt Dahlgren      | Lantmannapartiet            | 5 september  | Ledamoten omvaldes                     | Bengt Dahlgren (Lmp) 67,2% Erik Larsson (lib.) 32,6%           |
| Tössbo och Vedbo domsaga                     | Magnus Johansson    | Lantmannapartiet            | 6 september  | Ledamoten omvaldes                     | Magnus Johansson (Lmp) 65,8% Axel Andersson (lib.) 34,1%       |
| Vänersborgs, Alingsås och Ulricehamns städer | Ny valkrets         | Ny valkrets                 | 18 september | Liberala samlingspartiet vann mandatet | Gottfried Thavenius (Lib s) 60,9% Hugo von Sydow (kons.) 39,0% |
| Borås stad                                   | Axel Vennersten     | Nationella framstegspartiet | 8 september  | Ledamoten omvaldes                     | Axel Vennersten (Nfr) 69,5% Karl Gustaf Dahlberg (lib.) 30,5%  |

### Skaraborgs län
| Valkrets                                   | Innan valet        | Innan valet                 | Datum        | Utfall                                 | Valresultat                                                                     |
| Valkrets                                   | Riksdagsledamot    | Parti                       | Datum        | Utfall                                 | Valresultat                                                                     |
| ------------------------------------------ | ------------------ | --------------------------- | ------------ | -------------------------------------- | ------------------------------------------------------------------------------- |
| Åse, Viste, Barne och Laske domsaga        | Anders Magnusson   | Lantmannapartiet            | 6 september  | Ledamoten omvaldes                     | Anders Magnusson (Lmp) 67,9% Lars Petter Karlsson (lib.) 28,5%                  |
| Kinnefjärdings, Kinne och Kållands domsaga | Gustaf Månsson     | Lantmannapartiet            | 13 september | Ledamoten omvaldes                     | Gustaf Månsson (Lmp) 70,0% August Johansson (lib.) 29,2%                        |
| Skånings, Vilske och Valle domsaga         | Sven Johan Larsson | Lantmannapartiet            | 6 september  | Ledamoten omvaldes                     | Sven Johan Larsson (Lmp) 55,6% Erik Stenholm (lib.) 44,3%                       |
| Gudhems och Kåkinds domsaga                | Lars Johan Jansson | Lantmannapartiet            | 29 september | Ledamoten omvaldes                     | Lars Johan Jansson (Lmp) 81,4% Karl Johansson (lib.) 17,3%                      |
| Vartofta och Frökinds domsaga              | Carl Persson       | Lantmannapartiet            | 6 september  | Ledamoten omvaldes                     | Carl Persson (Lmp) 78,3% Knut Wijkmark (kons.) 12,3% Viktor Carling (lib.) 7,3% |
| Vadsbo norra domsaga                       | Sten Nordström     | Högervilde                  | 6 september  | Ledamoten omvaldes                     | Sten Nordström (hv) 73,1% Carl Gustaf Karlsson (lib.) 25,5%                     |
| Vadsbo södra domsaga                       | August Johanson    | Lantmannapartiet            | 6 september  | Ledamoten omvaldes                     | August Johanson (Lmp) 59,9% August Jonsson (lib.) 39,2%                         |
| Mariestads, Skövde och Falköpings städer   | Ernst Hedenstierna | Partilös                    | 4 september  | Liberala samlingspartiet vann mandatet | Oscar Bogren (Lib s) 50,7% Ernst Hedenstierna (kons.) 49,2%                     |
| Lidköpings, Skara och Hjo städer           | Hugo Sandén        | Nationella framstegspartiet | 8 september  | Liberala samlingspartiet vann mandatet | Georg Kronlund (Lib s) 55,4% Sven Dahlgren (kons.) 44,6%                        |

### Värmlands län
| Valkrets                            | Innan valet          | Innan valet                 | Datum        | Utfall                                    | Valresultat                                                                                   |
| Valkrets                            | Riksdagsledamot      | Parti                       | Datum        | Utfall                                    | Valresultat                                                                                   |
| ----------------------------------- | -------------------- | --------------------------- | ------------ | ----------------------------------------- | --------------------------------------------------------------------------------------------- |
| Östersysslets domsaga               | Ny valkrets          | Ny valkrets                 | 5 september  | Liberala samlingspartiet vann mandatet    | Carl Jansson (Lib s) 68,6% Olof Anderson (Lib s) 31,4%                                        |
| Mellansysslets domsaga              | Gustaf Sandin        | Liberala samlingspartiet    | 13 september | Socialdemokraterna vann mandatet          | Nils Andersson Berg (S) 38,7% Gustaf Sandin (Lib s) 35,3% Anders Henrik Göthberg (lib.) 26,0% |
| Södersysslets domsaga               | Karl Hultkrantz      | Högervilde                  | 6 september  | Liberala samlingspartiet vann mandatet    | Johan Igel (Lib s) 57,3% Herman von Axelsson (kons.) 42,6%                                    |
| Nordmarks domsaga                   | Fredrik Canell       | Högervilde                  | 19 september | Ledamoten omvaldes                        | Fredrik Canell (hv) 53,6% Elof Biesèrt (Lib s) 46,4%                                          |
| Fryksdals domsaga                   | Claes Johan Berggren | Nationella framstegspartiet | 5 september  | Ledamoten omvaldes                        | Claes Johan Berggren (Nfr) 56,2% Emil Rylander (lib.) 43,8%                                   |
| Jösse domsaga                       | Magnus Matsson       | Liberala samlingspartiet    | 6 september  | Nationella framstegspartiet vann mandatet | Per Andersson (Nfr) 52,9% Magnus Matsson (Lib s) 47,0%                                        |
| Älvdals och Nyeds domsaga           | Gustaf Jansson       | Liberala samlingspartiet    | 14 september | Ledamoten omvaldes                        | Gustaf Jansson (Lib s) 50,9% Johan Hedström (S) 28,7% Johan Henrik Widmark (kons.) 20,4%      |
| Karlstads stad                      | Gullbrand Elowson    | Högervilde                  | 19 september | Liberala samlingspartiet vann mandatet    | Axel Schotte (Lib s) 62,0% Josef Lindholm (kons.) 38,0%                                       |
| Kristinehamns och Filipstads städer | Ny valkrets          | Ny valkrets                 | 4 september  | Liberala samlingspartiet vann mandatet    | Karl Otto (Lib s) 44,5% Ernst August Lantz (S) 28,1% Vilhelm Bergström (kons.) 27,4%          |

### Örebro län
| Valkrets                              | Innan valet       | Innan valet                 | Datum        | Utfall                              | Valresultat                                                                     |
| Valkrets                              | Riksdagsledamot   | Parti                       | Datum        | Utfall                              | Valresultat                                                                     |
| ------------------------------------- | ----------------- | --------------------------- | ------------ | ----------------------------------- | ------------------------------------------------------------------------------- |
| Kumla och Sundbo härad                | Ivan Svensson     | Nationella framstegspartiet | 6 september  | Ledamoten omvaldes                  | Ivan Svensson (Nfr) 51,9% Gustaf Olofsson (lib.) 48,1%                          |
| Edsbergs, Grimstens och Hardemo härad | Olof Erikson      | Liberala samlingspartiet    | 6 september  | Ledamoten omvaldes                  | Olof Erikson (Lib s) 63,6% Edvard Hedin (kons.) 36,3%                           |
| Örebro och Glanshammars härad         | Anders Gustafsson | Nationella framstegspartiet | 6 september  | Ledamoten omvaldes                  | Anders Gustafsson (Nfr) 57,8% Axel Holmberg (lib.) 42,0%                        |
| Askers och Sköllersta härad           | Folke Andersson   | Lantmannapartiet            | 6 september  | Ledamoten omvaldes                  | Folke Andersson (Lmp) 58,8% Axel Larsson (vv) 40,7%                             |
| Lindes domsaga                        | Lars Eriksson     | Liberala samlingspartiet    | 20 september | Ledamoten omvaldes som vänstervilde | Lars Eriksson (vv) 60,3% Anders Andersson (S) 39,7%                             |
| Nora domsaga                          | Gustaf Forsberg   | Liberala samlingspartiet    | 6 september  | Ledamoten omvaldes                  | Gustaf Forsberg (Lib s) 63,4% Carl André (S) 36,6%                              |
| Örebro stad                           | Erik Nilson       | Liberala samlingspartiet    | 16 september | Ledamoten omvaldes                  | Erik Nilson (Lib s) 58,5% Arthur Östlund (S) 29,8% Göran Lindgren (kons.) 11,7% |

### Västmanlands län
| Valkrets                    | Innan valet          | Innan valet              | Datum        | Utfall                                 | Valresultat                                                   |
| Valkrets                    | Riksdagsledamot      | Parti                    | Datum        | Utfall                                 | Valresultat                                                   |
| --------------------------- | -------------------- | ------------------------ | ------------ | -------------------------------------- | ------------------------------------------------------------- |
| Västmanlands södra domsaga  | Axel Robert Lundblad | Partilös                 | 6 september  | Socialdemokraterna vann mandatet       | Johan Forssell (S) 51,1% Axel Robert Lundblad (kons.) 48,7%   |
| Västmanlands västra domsaga | Adolf Janson         | Liberala samlingspartiet | 6 september  | Ledamoten omvaldes                     | Adolf Janson (Lib s) 62,8% Erik Gustafsson (kons.) 37,2%      |
| Västmanlands norra domsaga  | Gustaf Lindgren      | Liberala samlingspartiet | 13 september | Socialdemokraterna vann mandatet       | Gustaf Adolf Rundgren (S) 52,2% Gustaf Lindgren (Lib s) 46,8% |
| Västmanlands östra domsaga  | Carl Eric Johansson  | Lantmannapartiet         | 13 september | Valet upphävdes och fick tas om.       | Johan Andersson (Lib s) 50,1% Carl Eric Johansson (Lmp) 49,8% |
| Västmanlands östra domsaga  | Carl Eric Johansson  | Lantmannapartiet         | 6 december   | Liberala samlingspartiet vann mandatet | Johan Andersson (Lib s) 55,4% Carl Eric Johansson (Lmp) 44,5% |
| Västerås stad               | Viktor Larsson       | Socialdemokraterna       | 26 september | Ledamoten omvaldes                     | Viktor Larsson (S) 63,6% Erik Andersson (kons.) 36,4%         |
| Arboga och Sala städer      | Ewert Camitz         | Liberala samlingspartiet | 18 september | Ledamoten omvaldes                     | Ewert Camitz (Lib s) 54,1% Per Pehrsson (lib.) 45,9%          |

### Kopparbergs län
| Valkrets                         | Innan valet           | Innan valet                 | Datum        | Utfall                            | Valresultat                                                      |
| Valkrets                         | Riksdagsledamot       | Parti                       | Datum        | Utfall                            | Valresultat                                                      |
| -------------------------------- | --------------------- | --------------------------- | ------------ | --------------------------------- | ---------------------------------------------------------------- |
| Gagnefs och Rättviks tingslag    | Ollas Anders Ericsson | Nationella framstegspartiet | 20 september | Ledamoten omvaldes                | Ollas Anders Ericsson (Nfr) 66,0% Daniel Brandt (lib.) 33,9%     |
| Leksands tingslag                | Daniel Persson        | Liberala samlingspartiet    | 20 september | Ledamoten omvaldes                | Daniel Persson (Lib s) 99,4% Närmaste kandidat 0,3%              |
| Ovansiljans domsaga              | Smeds Lars Olsson     | Liberala samlingspartiet    | 20 september | Ledamoten omvaldes som högervilde | Smeds Lars Olsson (hv) 65,6% Johan Beus (lib.) 34,2%             |
| Hedemora domsaga                 | Back Per Ersson       | Liberala samlingspartiet    | 13 september | Ledamoten omvaldes                | Back Per Ersson (Lib s) 64,3% Gustaf Brahn (kons.) 35,5%         |
| Falu domsagas norra tingslag     | Samuel Söderberg      | Nationella framstegspartiet | 6 september  | Ledamoten omvaldes                | Samuel Söderberg (Nfr) 51,4% Eskil Persson (S) 48,3%             |
| Falu domsagas södra tingslag     | Anders Hansson        | Liberala samlingspartiet    | 6 september  | Ledamoten omvaldes                | Anders Hansson (Lib s) 56,0% Carl Kjellman (S) 44,0%             |
| Västerbergslags domsaga          | Bernhard Eriksson     | Socialdemokraterna          | 6 september  | Ledamoten omvaldes                | Bernhard Eriksson (S) 75,3% Fredrik Nilsson (kons.) 24,4%        |
| Nås och Malungs domsaga          | Johan Ström           | Liberala samlingspartiet    | 20 september | Ledamoten omvaldes                | Johan Ström (Lib s) 94,2% Lars Olsson Gezelius 1,3%              |
| Falu, Hedemora och Säters städer | Theodor af Callerholm | Liberala samlingspartiet    | 19 september | Ledamoten omvaldes                | Theodor af Callerholm (Lib s) 73,5% Gunnar Ekström (kons.) 26,5% |

### Gävleborgs län
| Valkrets                      | Innan valet       | Innan valet              | Datum        | Utfall                                            | Valresultat |
| Valkrets                      | Riksdagsledamot   | Parti                    | Datum        | Utfall                                            | Valresultat |
| ----------------------------- | ----------------- | ------------------------ | ------------ | ------------------------------------------------- | --- |
| Gästriklands östra tingslag   | Erik Leksell      | Socialdemokraterna       | 6 september  | Ledamoten omvaldes                                | Erik Leksell (S) 59,8% Anders Olsson (lib.) 40,2%                                                                          |
| Gästriklands västra tingslag  | Olof Olsson       | Liberala samlingspartiet | 6 september  | Ledamoten omvaldes                                | Olof Olsson (Lib s) 75,0% Anders Göransson (kons.) 25,0%                                                                   |
| Bollnäs domsaga               | Eric Jonsson      | Liberala samlingspartiet | 6 september  | Annan från Liberala samlingspartiet vann mandatet | Jonas Jonsson (Lib s) 63,0% Helge Donatus Janson (kons.) 36,4%                                                             |
| Sydöstra Hälsinglands domsaga | Magnus Sundström  | Liberala samlingspartiet | 6 september  | Ledamoten omvaldes                                | Magnus Sundström (Lib s) 60,6% August Säfström (S) 39,3%                                                                   |
| Norra Hälsinglands domsaga    | Ny valkrets       | Ny valkrets              | 6 september  | Liberala samlingspartiet vann mandatet            | Per Olsson (Lib s) 43,7% Halvar Eriksson (lib.) 42,3% Johan Johansson (lib.) 13,9%                                         |
| Västra Hälsinglands domsaga   | Johan Ericsson    | Liberala samlingspartiet | 6 september  | Ledamoten omvaldes                                | Johan Ericsson (Lib s) 75,2% Lorentz Hallgren (kons.) 23,6%                                                                |
| Gävle stad                    | Karl Lindh        | Liberala samlingspartiet | 4 september  | Annan från Liberala samlingspartiet vann mandatet | Gustaf Sandström (Lib s) 71,6% Karl Starbäck (Lib s) 70,9% Carl Berggren (kons.) 29,4% Gustaf Adolf Sjöström (kons.) 27,9% |
| Gävle stad                    | Karl Starbäck     | Liberala samlingspartiet | 4 september  | Ledamoten omvaldes                                | Gustaf Sandström (Lib s) 71,6% Karl Starbäck (Lib s) 70,9% Carl Berggren (kons.) 29,4% Gustaf Adolf Sjöström (kons.) 27,9% |
| Söderhamns stad               | Julius Centerwall | Liberala samlingspartiet | 26 september | Annan från Liberala samlingspartiet vann mandatet | Bernt Wilson (Lib s) 59,1% Volrath Tham (lib.) 40,9%                                                                       |

### Västernorrlands län
| Valkrets                                | Innan valet            | Innan valet                 | Datum        | Utfall                                            | Valresultat                                                      |
| Valkrets                                | Riksdagsledamot        | Parti                       | Datum        | Utfall                                            | Valresultat                                                      |
| --------------------------------------- | ---------------------- | --------------------------- | ------------ | ------------------------------------------------- | ---------------------------------------------------------------- |
| Medelpads västra domsaga                | Johan Eric Nordin      | Liberala samlingspartiet    | 13 september | Annan från Liberala samlingspartiet vann mandatet | Gustaf Thor (Lib s) 61,5% Alfred Lindström (vv) 38,5%            |
| Njurunda, Indals och Ljustorps tingslag | Robert Karlsson        | Liberala samlingspartiet    | 6 september  | Ledamoten omvaldes                                | Robert Karlsson (Lib s) 56,0% Mattias Söderberg (kons.) 44,0%    |
| Sköns tingslag                          | Herman Kvarnzelius     | Liberala samlingspartiet    | 6 september  | Ledamoten omvaldes                                | Herman Kvarnzelius (Lib s) 99,4% Närmaste kandidat 0,3%          |
| Ångermanlands södra domsaga             | Johan Nydahl           | Partilös                    | 13 september | Liberala samlingspartiet vann mandatet            | Johan Lindgren (Lib s) 54,9% Johan Nydahl (kons.) 45,1%          |
| Ångermanlands mellersta domsaga         | Anders August Eriksson | Liberala samlingspartiet    | 13 september | Annan från Liberala samlingspartiet vann mandatet | Sixten Mogren (Lib s) 52,9% Anders August Eriksson (Lib s) 46,8% |
| Ångermanlands västra domsaga            | Oswald Emthén          | Nationella framstegspartiet | 13 september | Liberala samlingspartiet vann mandatet            | Per-Erik Hedström (Lib s) 53,3% Jonas Schödén (kons.) 46,5%      |
| Nätra och Nordingrå domsaga             | Petrus Hörnstén        | Liberala samlingspartiet    | 13 september | Nationella framstegspartiet vann mandatet         | Zakris Åslund (Nfr) 52,4% Petrus Hörnstén (Lib s) 47,6%          |
| Själevads och Arnäs domsaga             | Carl Öberg             | Nationella framstegspartiet | 21 september | Ledamoten omvaldes                                | Carl Öberg (Nfr) 53,6% Erik Godin (lib.) 46,4%                   |
| Härnösands och Örnsköldsviks städer     | Julius Hagström        | Liberala samlingspartiet    | 5 september  | Ledamoten omvaldes                                | Julius Hagström (Lib s) 60,6% Axel Roos (kons.) 39,3%            |
| Sundsvalls stad                         | Johannes Hellgren      | Liberala samlingspartiet    | 19 september | Ledamoten omvaldes                                | Johannes Hellgren (Lib s) 98,3% Närmaste kandidat 0,7%           |

### Jämtlands län
| Valkrets                 | Innan valet        | Innan valet              | Datum        | Utfall                                            | Valresultat                                                   |
| Valkrets                 | Riksdagsledamot    | Parti                    | Datum        | Utfall                                            | Valresultat                                                   |
| ------------------------ | ------------------ | ------------------------ | ------------ | ------------------------------------------------- | ------------------------------------------------------------- |
| Jämtlands norra domsaga  | Karl Karlsson      | Liberala samlingspartiet | 6 september  | Ledamoten omvaldes som högervilde                 | Karl Karlsson (hv) 54,1% Jöns Elfström (vv) 45,6%             |
| Jämtlands västra domsaga | Erik Sundin        | Liberala samlingspartiet | 13 september | Annan från Liberala samlingspartiet vann mandatet | Johan Olofsson (Lib s) 72,8% Magnus Jonsson (kons.) 25,8%     |
| Jämtlands östra domsaga  | Jöns Bromée        | Liberala samlingspartiet | 21 september | Ledamoten omvaldes                                | Jöns Bromée (Lib s) 75,6% Erik Olof Engström (kons.) 24,1%    |
| Härjedalens domsaga      | Sven Johan Enander | Vänstervilde             | 6 september  | Liberala samlingspartiet vann mandatet            | Ingebrikt Bergman (Lib s) 70,0% Sven Johan Enander (vv) 28,3% |

### Västerbottens län
| Valkrets                                          | Innan valet     | Innan valet              | Datum        | Utfall                                            | Valresultat                                                                    |
| Valkrets                                          | Riksdagsledamot | Parti                    | Datum        | Utfall                                            | Valresultat                                                                    |
| ------------------------------------------------- | --------------- | ------------------------ | ------------ | ------------------------------------------------- | ------------------------------------------------------------------------------ |
| Nordmalings och Bjurholms samt Degerfors tingslag | Adolf Wiklund   | Liberala samlingspartiet | 27 september | Ledamoten omvaldes                                | Adolf Wiklund (Lib s) 61,6% Werner Bäckström (lib.) 38,4%                      |
| Umeå tingslag                                     | Johan Andersson | Liberala samlingspartiet | 27 september | Vänstervilde vann mandatet                        | Johan Rehn (vv) 52,6% Johan Andersson (Lib s) 47,4%                            |
| Västerbottens västra domsaga                      | Alfred Jonsson  | Liberala samlingspartiet | 27 september | Annan från Liberala samlingspartiet vann mandatet | Erik Hellberg (Lib s) 68,3% Johan Fredrik Johansson (kons.) 31,2%              |
| Skellefteå tingslag                               | Ny valkrets     | Ny valkrets              | 6 september  | Lantmannapartiet vann mandatet                    | Per Zimdahl (Lmp) 61,7% Anton Brännström (lib.) 38,3%                          |
| Norsjö och Malå tingslag                          | Ny valkrets     | Ny valkrets              | 6 september  | Valet upphävdes och fick tas om.                  | Frans Oskar Mörtsell (Nfr) 50,4% Karl Jakob Lundberg (lib.) 49,6%              |
| Norsjö och Malå tingslag                          | Ny valkrets     | Ny valkrets              | 13 december  | Nationella framstegspartiet vann mandatet         | Frans Oskar Mörtsell (Nfr) 57,0% Karl Jakob Lundberg (lib.) 43,0%              |
| Västerbottens mellersta domsaga                   | Carl Sædén      | Liberala samlingspartiet | 27 september | Annan från Liberala samlingspartiet vann mandatet | Olof Jonsson (Lib s) 49,5% Nils Boström (kons.) 35,4% Carl Sædén (Lib s) 15,1% |

### Norrbottens län
| Valkrets                   | Innan valet         | Innan valet              | Datum        | Utfall                                            | Valresultat                                                                            |
| Valkrets                   | Riksdagsledamot     | Parti                    | Datum        | Utfall                                            | Valresultat                                                                            |
| -------------------------- | ------------------- | ------------------------ | ------------ | ------------------------------------------------- | -------------------------------------------------------------------------------------- |
| Piteå domsaga              | Pehr Svensson       | Lantmannapartiet         | 6 september  | Annan från Lantmannapartiet vann mandatet         | F.A. Bäckström (Lmp) 56,1% Johan Oskar Holmgren (lib.) 31,4% Pehr Svensson (Lmp) 12,5% |
| Luleå domsaga              | Linus Lundström     | Liberala samlingspartiet | 6 september  | Ledamoten omvaldes                                | Linus Lundström (Lib s) 50,5% Paul Hellström (lib.) 49,5%                              |
| Kalix domsaga              | Lars Johan Carlsson | Socialdemokraterna       | 13 september | Valet upphävdes och fick tas om.                  | Carl Riström (Lib s) 37,2% Arvid Björk (Lib s) 37,1% Harald Ström (kons.) 25,6%        |
| Kalix domsaga              | Lars Johan Carlsson | Socialdemokraterna       | 27 december  | Valet upphävdes och fick tas om.                  | Arvid Björk (Lib s) 45,1% Carl Riström (Lib s) 44,4%                                   |
| Kalix domsaga              | Lars Johan Carlsson | Socialdemokraterna       | 12 april     | Liberala samlingspartiet vann mandatet            | Carl Riström (Lib s) 51,6% Arvid Björk (Lib s) 48,2%                                   |
| Torneå domsaga             | Georg Kronlund      | Liberala samlingspartiet | 6 september  | Annan från Liberala samlingspartiet vann mandatet | Magnus Ström (Lib s) 52,7% Johan Adolf Lötberg (lib.) 32,3%                            |
| Gällivare domsaga          | Ny valkrets         | Ny valkrets              | 6 september  | Socialdemokraterna vann mandatet                  | Lars Johan Carlsson (S) 84,6% Karl Ludvig Sandstedt (lib.) 15,4%                       |
| Luleå och Haparanda städer | Fredrik Berglund    | Liberala samlingspartiet | 6 september  | Ledamoten omvaldes                                | Fredrik Berglund (Lib s) 76,5% Olof Bergqvist (kons.) 32,5%                            |

### Övriga stadsvalkretsar
| Valkrets                                                                | Innan valet            | Innan valet                 | Datum        | Utfall                                            | Valresultat                                                |
| Valkrets                                                                | Riksdagsledamot        | Parti                       | Datum        | Utfall                                            | Valresultat                                                |
| ----------------------------------------------------------------------- | ---------------------- | --------------------------- | ------------ | ------------------------------------------------- | ---------------------------------------------------------- |
| Köpings, Nora, Lindesbergs och Enköpings städer                         | Carl Johan Hammarström | Liberala samlingspartiet    | 15 september | Annan från Liberala samlingspartiet vann mandatet | Alfred Stärner (Lib s) 56,3% August Lundin (kons.) 43,4%   |
| Vadstena, Söderköpings, Skänninge, Motala, Gränna och Askersunds städer | Ny valkrets            | Ny valkrets                 | 15 september | Partilös vann mandatet                            | Conrad Vahlquist (kons.) 60,4% Jöns Bergström (lib.) 39,5% |
| Växjö och Eksjö städer                                                  | Ny valkrets            | Ny valkrets                 | 8 september  | Partilös vann mandatet                            | Alfred Fornander (kons.) 55,2% Ernst Agnér (lib.) 44,8%    |
| Trelleborgs, Skanör- Falsterbo, Simrishamns och Ängelholms städer       | Knut von Geijer        | Nationella framstegspartiet | 15 september | Liberala samlingspartiet vann mandatet            | Janne Tynell (Lib s) 52,7% Knut von Geijer (Nfr) 47,3%     |
| Strömstads, Lysekils, Marstrands, Kungälvs och Åmåls städer             | Ny valkrets            | Ny valkrets                 | 5 september  | Liberal vilde vann mandatet                       | Assar Åkerman (Lib v) 51,2% Axel Sundberg (kons.) 48,8%    |
| Östersunds och Hudiksvalls städer                                       | Carl Sehlin            | Liberala samlingspartiet    | 19 september | Annan från Liberala samlingspartiet vann mandatet | Johan Widén (Lib s) 73,5% Erik Böhmer (lib.) 26,5%         |
| Umeå, Skellefteå och Piteå städer                                       | Albin Ahlstrand        | Liberala samlingspartiet    | 6 september  | Ledamoten omvaldes                                | Albin Ahlstrand (Lib s) 95,8% Henning Biörklund 2,6%       |

## Regeringsbildning
Trots krav från bland annat Dagens Nyheter på en vänsterregering satt högerregeringen Lindman kvar, på grund av majoritet i första kammaren.